# 한국지방자치학회
사단법인 한국지방자치학회(Korean Association for Local Government Studies, KALGS)는 지방자치와 관련된 이론과 실제에 대한 조사·연구를 통하여 문제점과 대안을 도모하고 국가발전과 국민복리증진에 기여하는 목적으로 1988년에 설립된 학술단체이다. 사무실은 서울특별시 서대문구 충정로 53 골든타워빌딩 1701호에 있다. 관련 분야의 연구·조사 및 발표, 학술지 발행, 연구발표회 및 강연회 개최 등을 활동하고 있다. 학술지 《한국지방자치학회보》를 발간하고 있다.

## 주요 사업
- 지방자치, 지방재정, 도시 및 지방행정, 광역행정, 지역계획에 관한 연구·조사 및 발표
- 전호에 관한 학술지(한국지방자치학회보), 연구발표 자료의 출판 및 연구발표회, 강습, 강연회 등의 개최
- 우수한 지방자치단체 활동의 성과 발굴, 육성 선양
- 각국의 지방자치제도에 관한 비교연구 및 외국연구자료의 소개
- 기타 본회의 목적달성에 필요한 사항

## 역대 회장
| 대수   | 성명   | 소속                      | 재직 기간 |
| ------ | ------ | ------------------------- | --------- |
| 제1대  | 노융희 | 서울대학교                | 1988년    |
| 제2대  | 최창호 | 건국대학교                | 1993년    |
| 제3대  | 김안제 | 서울대학교                | 1995년    |
| 제4대  | 정세욱 | 명지대학교                | 1997년    |
| 제5대  | 김동훈 | 충남대학교                | 1999년    |
| 제6대  | 최상철 | 서울대학교                | 2001년    |
| 제7대  | 강형기 | 충북대학교                | 2003년    |
| 제8대  | 이규환 | 중앙대학교                | 2004년    |
| 제9대  | 이주희 | 행정자치부 자치인력개발원 | 2005년    |
| 제10대 | 육동일 | 충남대학교                | 2006년    |
| 제11대 | 소진광 | 경원대학교                | 2007년    |
| 제12대 | 김순은 | 동의대학교                | 2008년    |
| 제13대 | 최병대 | 한양대학교                | 2009년    |
| 제14대 | 오재일 | 전남대학교                | 2010년    |
| 제15대 | 최근열 | 경일대학교                | 2011년    |
| 제16대 | 안성호 | 대전대학교                | 2012년    |
| 제17대 | 양영철 | 제주대학교                | 2013년    |
| 제18대 | 정순관 | 순천대학교                | 2014년    |
| 제19대 | 권경득 | 선문대학교                | 2015년    |
| 제20대 | 하혜수 | 경북대학교                | 2016년    |
| 제21대 | 임승빈 | 명지대학교                | 2017년    |
| 제22대 | 최진혁 | 충남대학교                | 2018년    |
| 제23대 | 정정화 | 강원대학교                | 2019년    |
| 제24대 | 문병기 | 한국방송통신대학교        | 2020년    |
| 제25대 | 박기관 | 상지대학교                | 2021년    |
| 제26대 | 소순창 | 건국대학교                | 2022년    |
| 제27대 | 전광섭 | 호남대학교                | 2023년    |
| 제28대 | 배귀희 | 숭실대학교                | 2024년    |
| 제29대 | 임정빈 | 성결대학교                | 현재      |

## 임원진
- 명예회장
- 회장
- 차기회장
- 부회장
  - 연구 부회장
  - 운영 및 대외협력 부회장
  - 지역 부회장
- 상임이사
- 이사
- 편집위원회
- 연구위원회
- 총무위원회
- 윤리위원회
- 선거관리위원회
- 우수조례심사 위원회
- 학술상위원회
- 고주노융희 지방자치상기금운영위원회
- 지방재정 특별위원회
- 행정체제개편 특별위원회
- 자치경찰 특별위원회
- 지방소멸대응 특별위원회
- 자치인재개발 특별위원회
- 지역갈등 특별위원회
- 자치분권 특별위원회
- 스마트시티 특별위원회
- 지역디지털혁신특별위원회
- 주민자치 특별위원회
- 도시재생 특별위원회
- 자치사상 특별위원회
- 국가균형발전·혁신도시 특별위원회
- 지방시대 특별위원회
- 지방행정혁신대상 심사위원회
- 지방공기업 특별위원회
- 지방공기업평가 특별위원회
- 지방정부 평가센터
- 지방재정투자심사 특별위원회
- 재난안전 특별위원회
- 에너지 특별위원회
- 홍보특별위원회
- 고향사랑기부제특별위원회
- 감사

## 학술지
- 《한국지방자치학회보》